# Trezè
|  | Aquest article tracta sobre la ciutat de Trezè. Si cerqueu l'heroi epònim, vegeu «Trezè (heroi)». |

Trezè (grec antic: Τροιζήν, Troizên) fou una ciutat del Peloponnès que formava el cantó sud-est de la regió de l'Argòlida. Era considerat el lloc d'origen de l'heroi Teseu.
El territori de la ciutat rebia el nom de Trezene o Trezènia.

## Mitologia
Poques ciutats presumien d'una antiguitat tant remota com la de Trezè, i les seves tradicions anaven relacionades amb les d'Atenes, encara que Trezè fos una ciutat dòria i Atenes, jònia; tot i així, es deia que els seus habitants havien estat, originalment, jonis. Segons els mateixos habitants, la ciutat s'havia anomenat, en un primer temps, Horea, pel deu egipci Horus, i més tard Altèpia, derivat del rei Altep, fill de Posidó i de Leida, una filla d'Horus. Durant el regnat d'aquest rei, Posidó i Atena van lluitar per la possessió de la ciutat però per mediació de Zeus finalment van acordar ser guardians conjunts del territori. Un trident i un cap d'Atena apareixen a les monedes antigues de la ciutat, segons Pausànias. A Altep el va succeir Saró, que va construir un temple dedicat a Àrtemis prop del mar, a unes maresmes que rebien el nom de Llacuna Febea (grec antic: Φοιβαία λίμνη, 'els estanys de Febe'), però més tard, quan van enterrar Saró vora el temple, va prendre el nom de Sarònic.

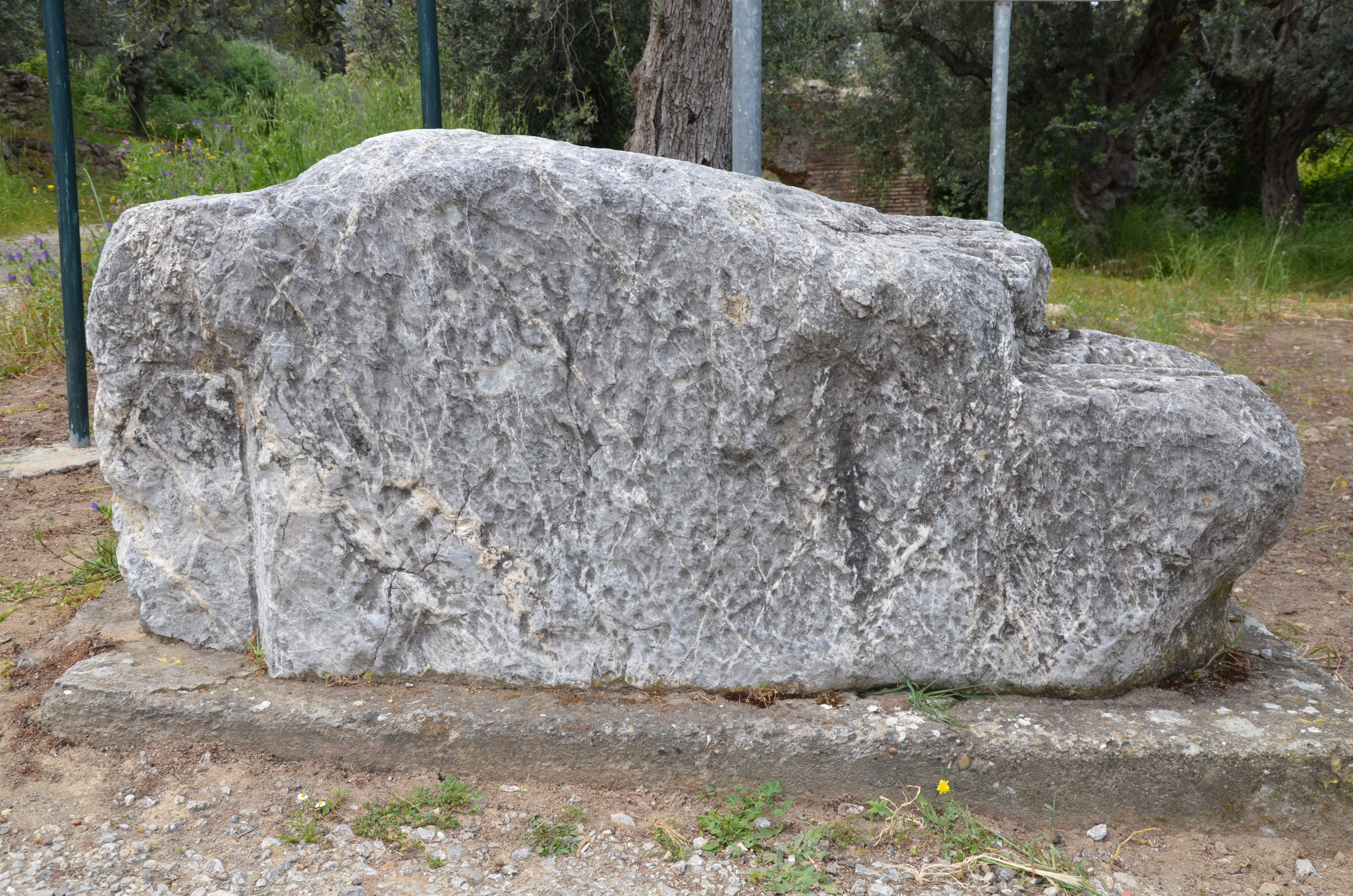
La pedra de Teseu, sota la qual es deia que el seu pare Egeu va amagar una espasa que Teseu va recuperar el dia que va ser prou fort per alçar la pedra

A continuació, els reis van ser Hiperes i Antes que van fundar les ciutats d'Hiperea i d'Antea. Eci, fill d'Hiperes, va heretar els regnes del seu pare i del seu oncle i va anomenar a una de les seves ciutats Posidònies. Durant el seu regnat, Trezè i Piteu, que es considera que eren fills de Pèlops, i probablement eren prínceps aqueus, es van establir a la regió i es van repartir el poder amb Eci, però finalment els nou vinguts van eliminar l'antiga dinastia i van originar la dels pelòpides, i quan va morir Trezè, Piteu va unir els dos assentaments en una sola ciutat de nom Trezè en honor del seu germà. Piteu era el besavi de Teseu a través de la seva filla Etra i el gran heroi atenenc va néixer i créixer a Trezè. Dos importants dems de l'Àtica van derivar el seu nom de dos fills de Trezè: Anaflist i Esfet.
Esteve de Bizanci fa menció d'altres antics noms de la ciutat: Afrodísies, Sarònia, Posidònies, Apol·lònies i Antanis. Estrabó diu que es va dir Posidònia perquè havia estat consagrada a Posidó.

## Història

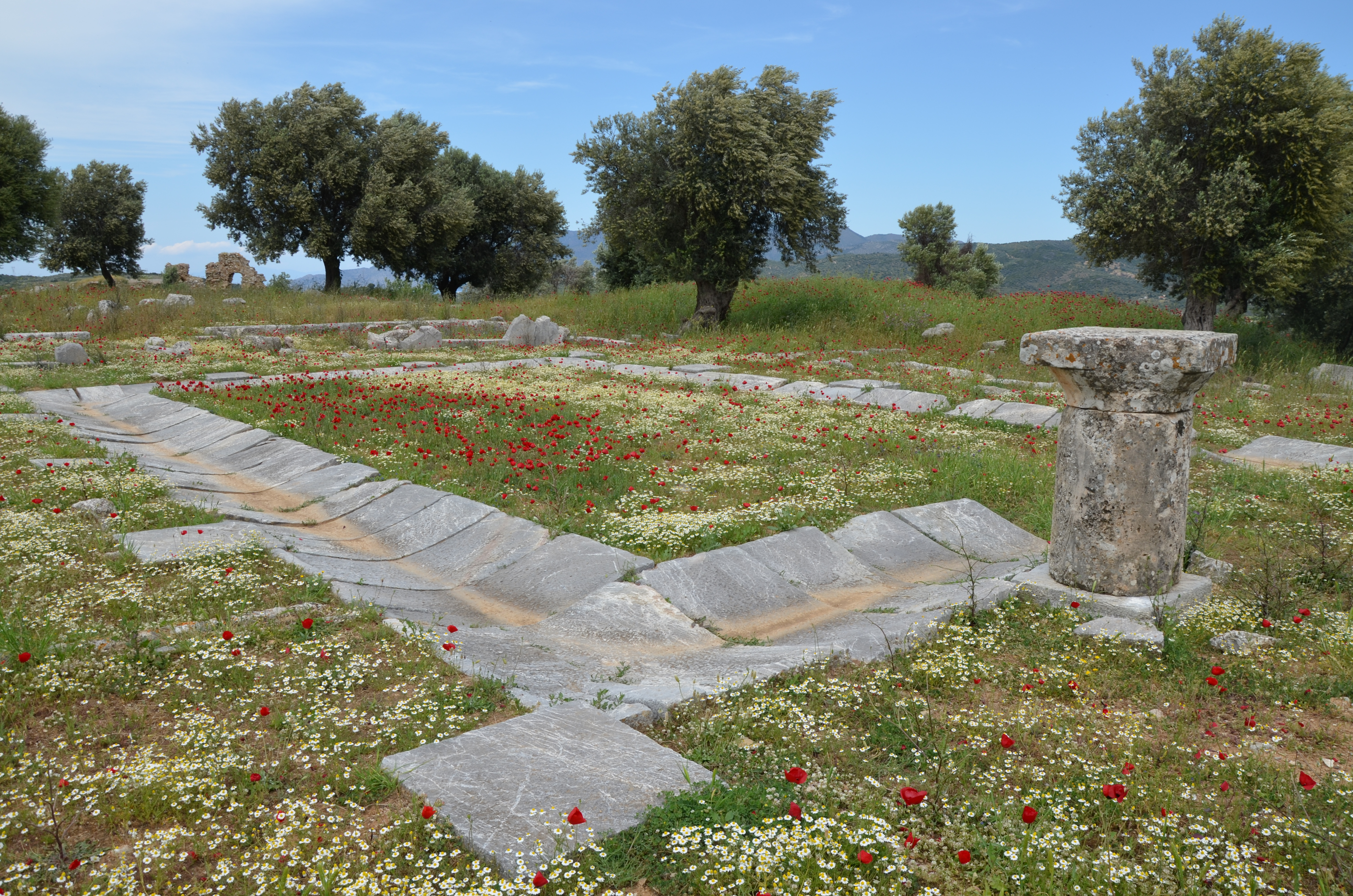
Restes d'un peristil vora l'Asclepièon de Trezè

Segons Homer, que esmenta la ciutat al Catàleg de les naus, Trezè era subjecta a Argos. Després de la invasió del Peloponnès per part dels doris, va rebre des d'Argos una colònia dòrica, que els antics habitants, encara majoritaris, van rebre en termes amistosos. Es va anar convertint en una ciutat dòrica però va conservar costums antics dels jonis. En un primer temps, Trezè era un poderós estat marítim que va fundar les colònies d'Halicarnàs i Mindos a Cària i va participar junt amb els aqueus a la fundació de Síbaris a la Magna Grècia. Es va dir que els aqueus els havien expulsat de la ciutat però sembla una informació errònia que es referia al fet que els aqueus van expulsar un colònia dòrica procedent de Trezè que havia fundat una ciutat anomenada Posidònia.
Després de la Batalla de les Termòpiles, el port de Trezè va ser el lloc de trobada de la flota grega, segons Heròdot, i quan els atenencs es van veure obligats a marxar de l'Àtica davant l'avanç de Xerxes, es van refugiar a Trezè on van ser molt ben rebuts, diu Plutarc. Trezè va enviar 5 vaixells a la batalla d'Artemísion i a la de Salamina i 1000 homes a la de Platea, i van lluitar també a la batalla de Mícale.

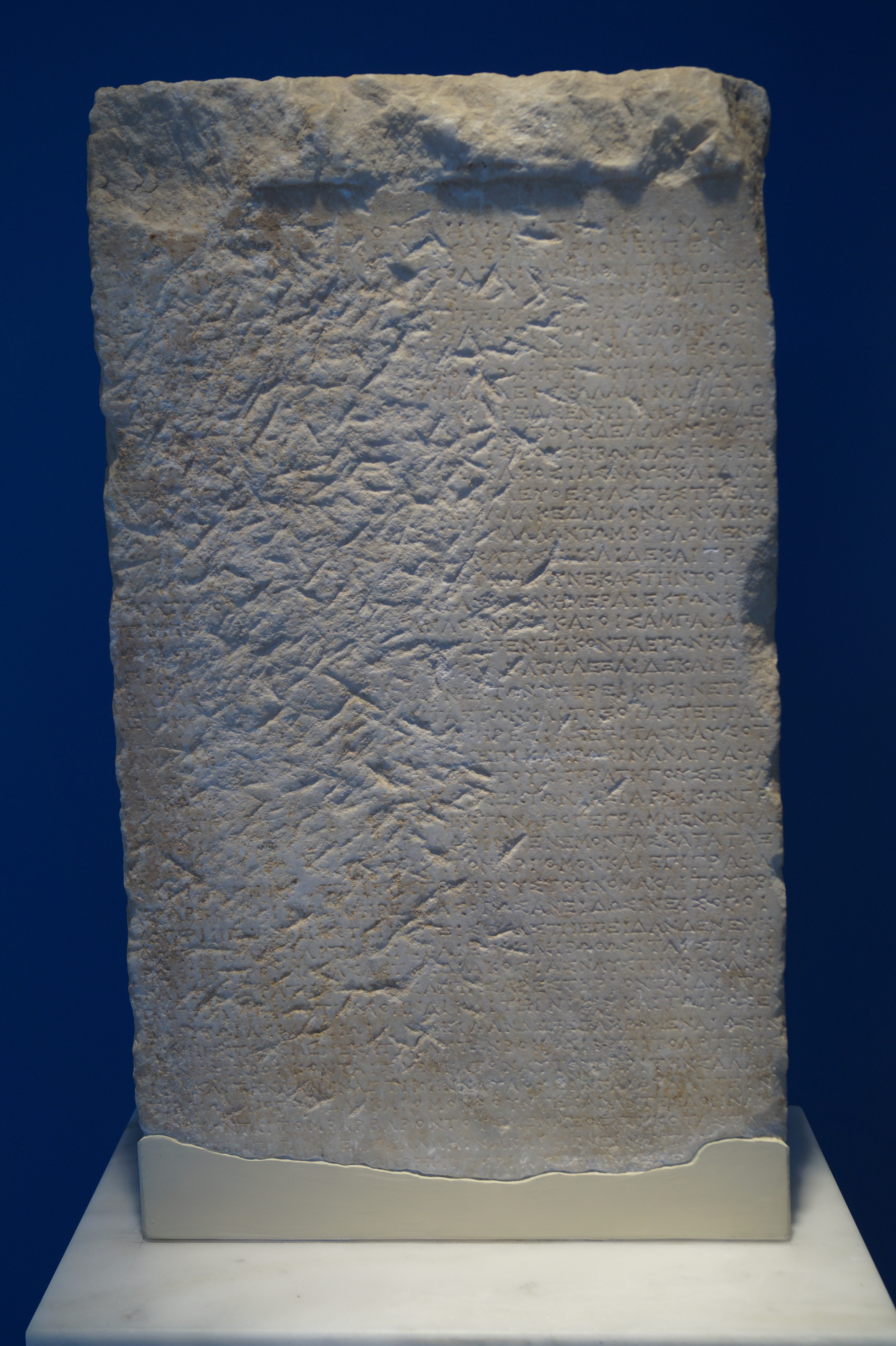
El Decret de Temístocles, trobat a Trezè i conservat a l'Arqueològic d'Atenes, tracta sobre el pla d'evacuació de l'Àtica el, abans de la batalla de Salamina

Després de la guerra l'aliança amb Atenes va continuar fins al 455 aC i Atenes hi va tenir una guarnició. A la pau que es va establir l'any 455 aC, Atenes va haver d'entregar Trezè, segons Tucídides. En esclatar la guerra del Peloponnès Trezè es va aliar amb Esparta, segurament per enemistat amb Argos, i el país per la seva situació era un objectiu de la flota d'Atenes, prou propera. A l'anomenada Guerra de Corint el 394 aC Trezè va estar també al costat dels lacedemonis, i el 373 aC torna a aparèixer al costat d'Esparta contra Atenes, diu Xenofont.
Durant el domini macedoni Trezè es va mantenir com a estat independent però sotmès a la política del regne. El 303 aC Demetri Poliorceta li va retornar la llibertat juntament amb Argos, però després va tornar a caure en mans de Macedònia fins que el 278 aC va ser ocupada per l'espartà Cleònim. No va tardar però a passar altre cop a Macedònia. Arat de Sició la va incorporar a la Lliga Aquea després d'alliberar Corint. A la guerra entre la Lliga i Esparta, Cleòmenes va ocupar Trezè, el 223 aC però després, quan va ser derrotat a Selàsia el 221 aC va ser tornada als aqueus.
La ciutat fou abandonada durant l'edat mitjana. El 31 de març de 1827, durant la Guerra d'independència de Grècia, al territori de la Trezènia es va reunir la Tercera Assemblea Nacional, amb la finalitat de redactar una nova constitució, i va oferir la presidència de Grècia a Ioannis Kapodístrias. El 1929, i sota el desig de recuperar la toponímia històrica de Grècia, la vila de Damalàs (Δαμαλάς) va ser reanomenada Trezè.

## Descripció de Pausànias
Després no se'n tenen notícies. Se suposa que va seguir el camí de la Lliga Aquea i va passar a Roma, i se sap que en temps d'Estrabó era encara una ciutat important. Al segle II encara s'enumeren els seus nombrosos edificis públics en el relat de Pausànias. Aquest escriptor dona com a principals monuments l'àgora, el sagrat recinte d'Hipòlit, i el recinte de l'acròpoli.

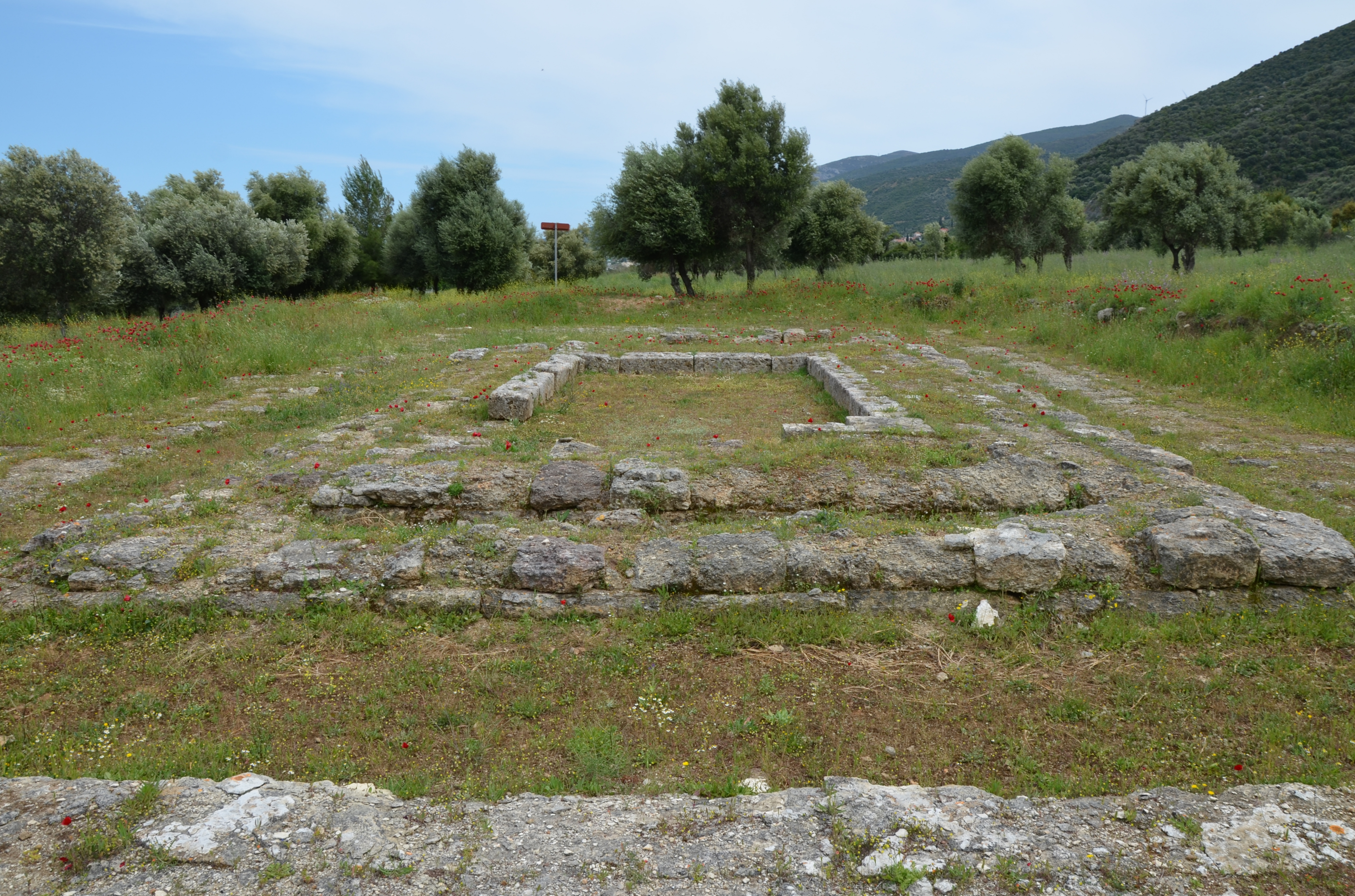
Restes del Temple d'Hipòlit, el fill de Teseu, a Trezè

L'àgora estava envoltada per una estoa on hi havia unes estàtues de marbre que representaven les dones i els nens que s'havien refugiat a la ciutat quan hi va haver la invasió persa. Al centre de l'àgora hi havia el temple d'Àrtemis suposadament construït per Teseu, i al darrere el monument de Piteu, el fundador de la ciutat, amb tres trons de marbre des d'on ell i dos assessors dictaven justícia. No lluny hi havia el temple de les Muses, fundat per Àrdal, un fill de Hefest i davant del temple hi havia un altar on s'oferien sacrificis a aquestes divinitats. El teatre tenia al costat un altre temple d'Àrtemis (Àrtemis Licea) fundat per Hipòlit. Darrere el temple hi havia la pedra on Orestes va ser purificat per nou habitants de Trezè i la tenda on Orestes es va refugiar abans de la seva purificació estava situada davant del temple d'Apol·lo Teari que era el més antic que Pausànias coneixia. L'aigua que es va usar per la purificació d'Orestes la van portar de la font sagrada d'Hipocrene. A la rodalia hi havia l'estàtua d'Hermes Poligi i una olivera salvatge, i el temple de Zeus Soter suposadament construït per Eci, un dels reis mítics de la ciutat.
El recinte sagrat d'Hipòlit ocupava un gran espai. Els habitants de Trezè negaven que Hipòlit hagués mort trepitjat pels seus cavalls i l'adoraven com a la constel·lació de l'Auriga. Li havien construït un gran temple que es deia que havia iniciat Diomedes. Hipòlit era venerat amb moltes cerimònies, i les noies, abans de casar-se li dedicaven un ble dels seus cabells. A més del temple d'Hipòlit n'hi havia un altre dedicat a Apol·lo Epibateri. A un cantó hi havia l'estadi i al damunt el temple d'Afrodita Calascòpia; a la rodalia la tomba de Fedra, el monument d'Hipòlit, la casa de l'heroi, i la font anomenada Herculana al davant.
L'acròpoli era coronada pel temple d'Atena Polies o Estenies. A la vora de la muntanya hi havia el santuari de Pan Literi, i més avall el temple d'Isis construït pels halicarnasis, i el temple d'Afrodita Ascrea.

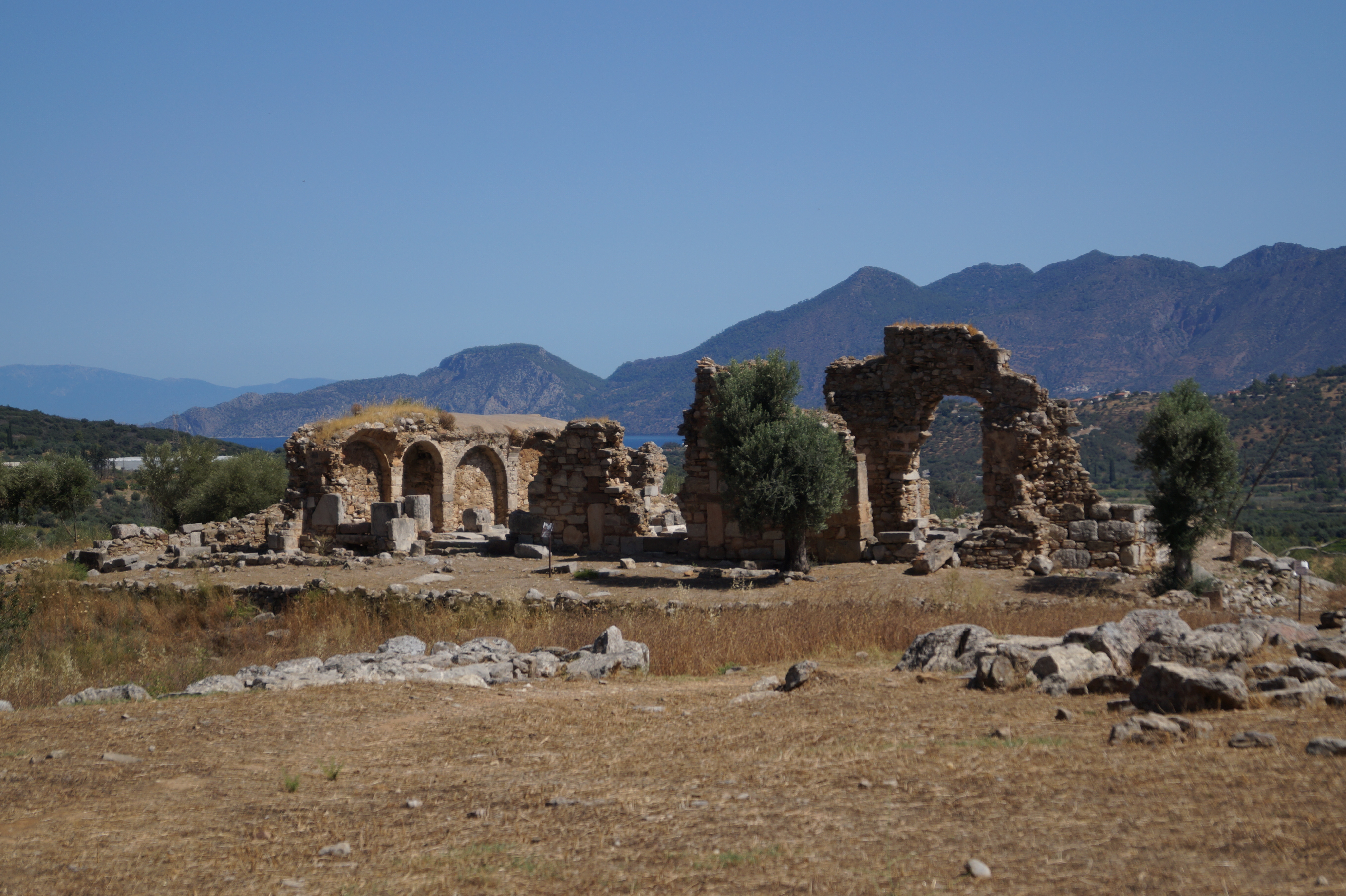
Ruïnes d'una església sobre el temple d'Afrodita a Trezè

Les ruïnes de la ciutat es conserven a la vila moderna, però són força minses amb relació a la importància de la ciutat. A la plana es conserven les ruïnes d'antigues esglésies, que probablement abans havien estat temples. Del temple d'Afrodita Calascòpia en queden algunes restes. El riu a la vora de la ciutat es diu avui Potámni i era antigament el Tàurios i més tard Híl·licos; el rierol Crisoras travessava la ciutat.
El territori de Trezè estava rodejat a l'oest pel d'Epidaure, al sud-oest pel d'Hermíone; i al nord, est i sud-est pel mar. La plana enfront del mar formava la part essencial del territori que era limitat al sud per unes muntanyes que acabaven als caps Escil·làon i Bucèfala, els punts més orientals del Peloponnès. Al costat del promontori d'Escil·laoni havia una gran badia de nom Pogon, amb l'illa Calaureia; a aquesta badia es va reunir la flota grega abans de la batalla de Salamina. El port de la ciutat es deia Celenderis, i era a la part oest de la badia de Pogon. La península de Metana pertanyia a Trezè i estava unida a la costa per un estret istme. A més de l'illa Calaureia hi havia també la d'Esfèria, més tard Hiera; les dues illes es van unir en època moderna a terra per una llengua d'arena.